# Knonau
Knonau är en ort och kommun i distriktet Affoltern i kantonen Zürich, Schweiz. Kommunen har 2 454 invånare (2023).